# Гійом Котле
Гійо́м Котле́ (фр. Guillaume Costeley; 1530 або 1531, Понт-Одеме, департамент Ер — 1 лютого 1606 року, Евре) — французький композитор і органіст.

## Біографія
Відомостей про музичну освіту Котле не збереглося. Жив у Парижі з початку 1550-их років, 1560 року був призначений придворним органістом короля Карла IX, виконував також обов'язки його камердинера. 1570 року випустив зібрання своїх творів, що включає майже всі відомі його твори. У тому ж році Котле увійшов до складу Академії поезії і музики, створеної за ініціативою Баїфа, що високо шанував Котле і присвятив йому ряд віршів. Надалі, проте, Котле мало працював при дворі, проводячи значну частину часу у власному будинку в Евре, купленому на дохід від придворної кар'єри; в 1581 році він отримав посаду міського збирача королівських податків. 1587 року він остаточно вийшов у відставку. У 1597 році королівським указом йому було присвоєно почесне звання радника (фр. Conseiller du Roy).
Основу творчої спадщини Котле складають французькі багатоголосні пісні, шансон. Їх збереглося трохи більше 100 (104 увійшли до збірки 1570 року; новітнє видання 2009 року включає ще три додатково). Відомі також три мотети Котле і фантазія для органу (збереглася у фрагментах). Багато шансон Котле написані на вірші П'єра Ронсара, в тому числі «Mignonne, allons voire, si la rose» («Малютка, підемо поглянемо на троянду»), що мала значну популярність. Котле також відомий як автор експериментальної шансон в мікрохроматичній техніці «Seigneur Dieu ta pitié», яку, як вважається, він написав під враженням від аналогічних експериментів італійця Н. Вічентіно. В цілому ж звуковисотна система Котле досить традиційна і цілком відповідає пануючому тоді стилю.